# George Squier
George Owen Squier född 21 mars 1863 i Dryden i Michigan, död 24 mars 1934, var en amerikansk militär, uppfinnare och grundare av företaget Muzak. Han blev den första passageraren i ett flygplan 1908, då han hoppade upp på ett Wright-konstruerat plan, för en niominuters flygtur.
Efter avslutad utbildning på militärskolan West Point 1887 blev han artilleriofficer, men gick över till signaltrupperna och fick befälet över kabelfartyget Burnside, när de la Philippinekabeln från 1900 till 1902. Han var intresserad av tekniska lösningar och skrev artiklar om det, samtidigt kom han på flera viktiga lösningar inom radio och elektronik. 1887 hade han kommit på hur man avfyrade kanoner och detonerade minor med fjärrutlösare. Andra uppfinningar var radioutrustning för fält. Under första världskriget hade han en trådlös telegraf och 1910 multiplex-överföring av telefontrafiken som senare kom att användas vid annan sändning som till exempel FM-radio och fick ännu större användning då koaxialkabeln kom. Resultatet blev kabel-TV.
Squier kom på ett sätt att överföra ljud från en fonograf över elnätet. Han patenterade uppfinningen 1922, men sålde den samma år till North American Company som anställde honom i sitt företag Wired Radio Inc. Först 1934 kom Squiers idé att marknadsföras, då ett hyreshus i Lakeland i Cleveland fick tre kanaler med underhållning och nyheter för 1,50 dollar i månaden. Samma år komponerade företaget självt ett medley med Whispering, Do You Ever Think of Me? och Here in My Arms framförda av Sam Lanins orkester. Företaget bytte nu namn till Muzak, en sammankoppling av music och Squiers favoritföretag Kodak. Samma år, i mars månad, dog Squier i lunginflammation, men företaget Muzak levde vidare.